# آبشار کریستال (میشیگان)
آبشار کریستال، میشیگان (به انگلیسی: Crystal Falls, Michigan) یک شهر در ایالات متحده آمریکا با جمعیت ۱٬۴۶۹ نفر است که در میشیگان واقع شده‌است.

## موقعیت جغرافیایی
موقعیت جغرافیایی شهرها و مناطق اطراف به شرح زیر است:

## نگارخانه

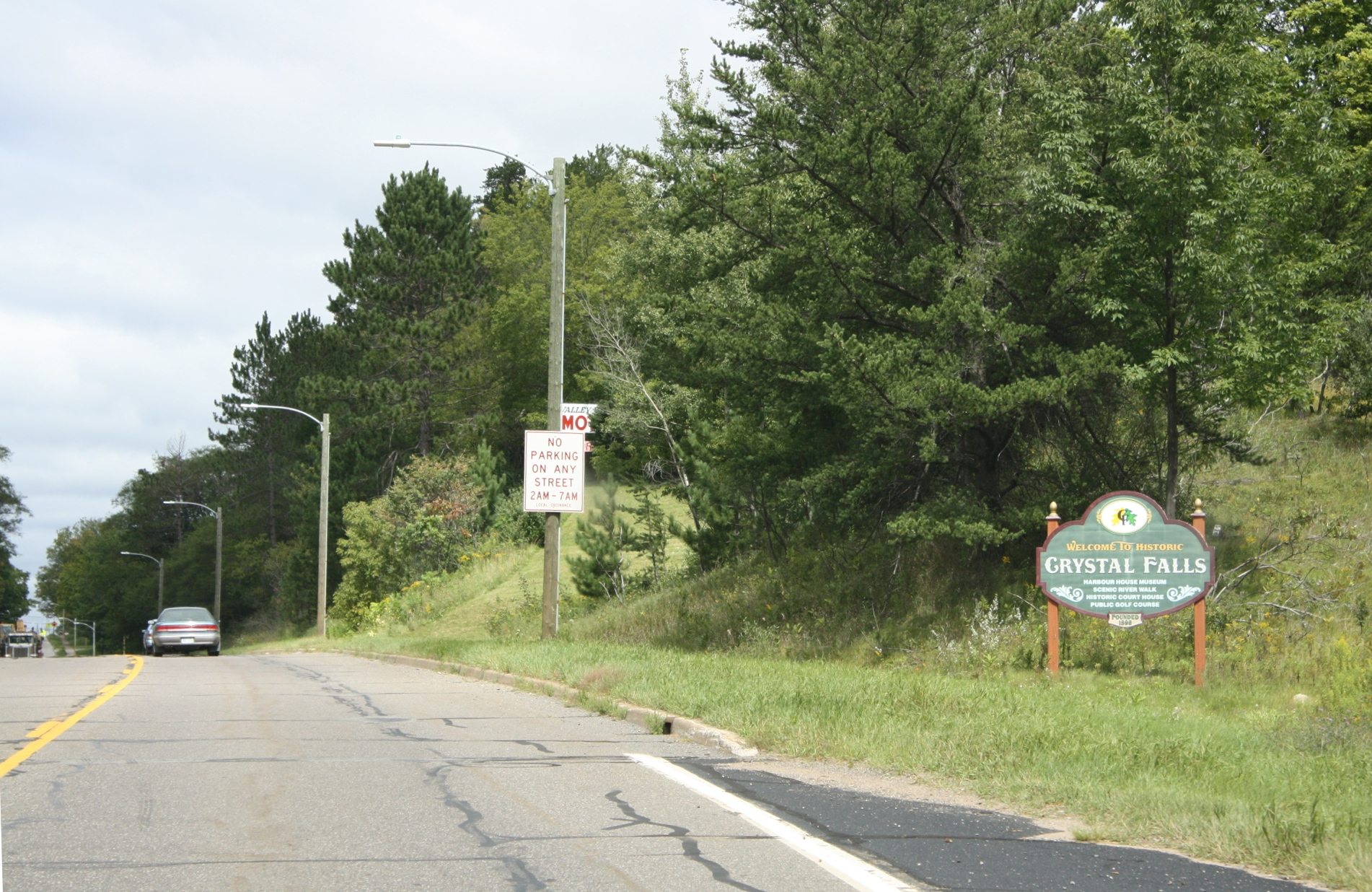
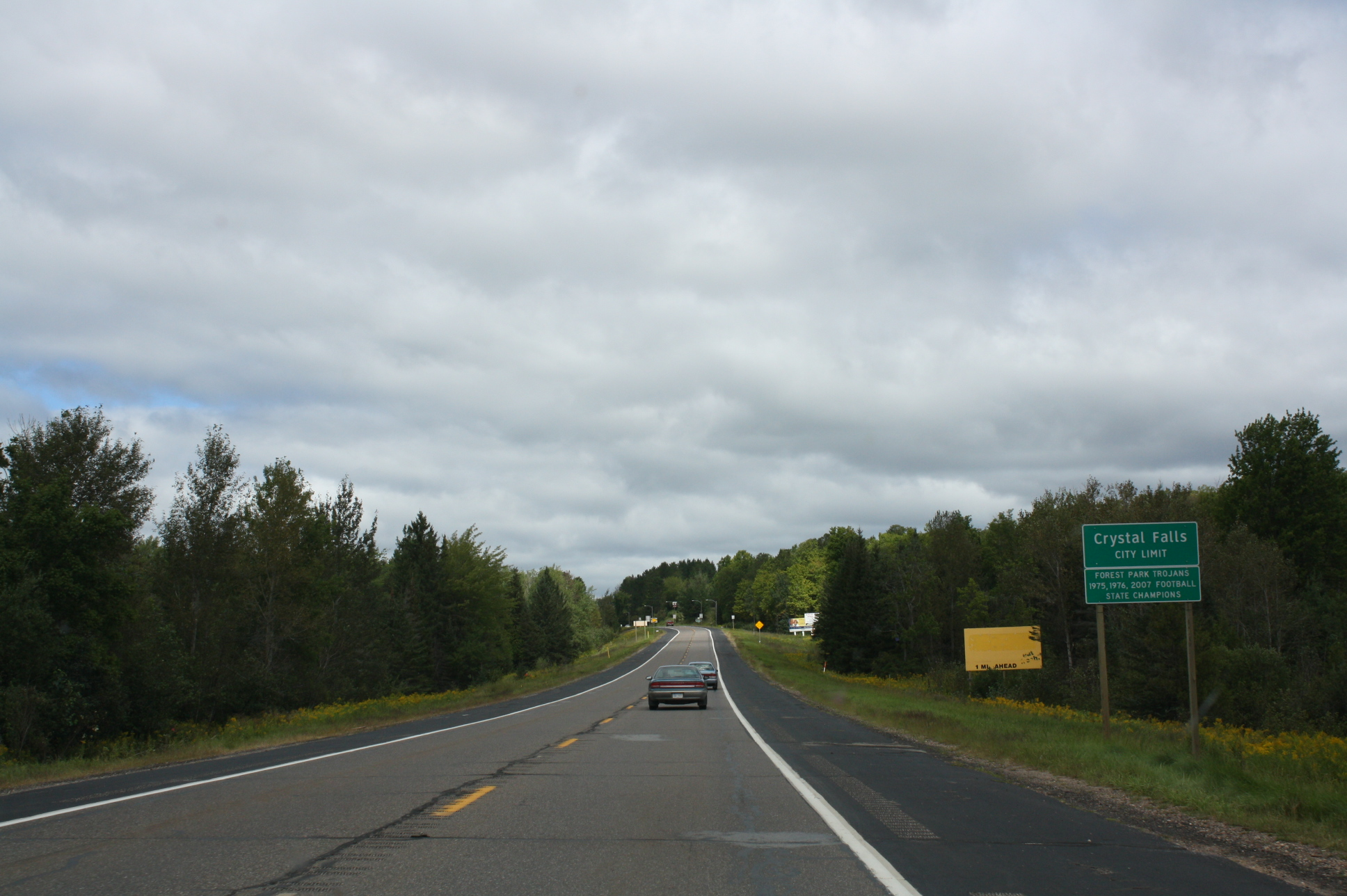
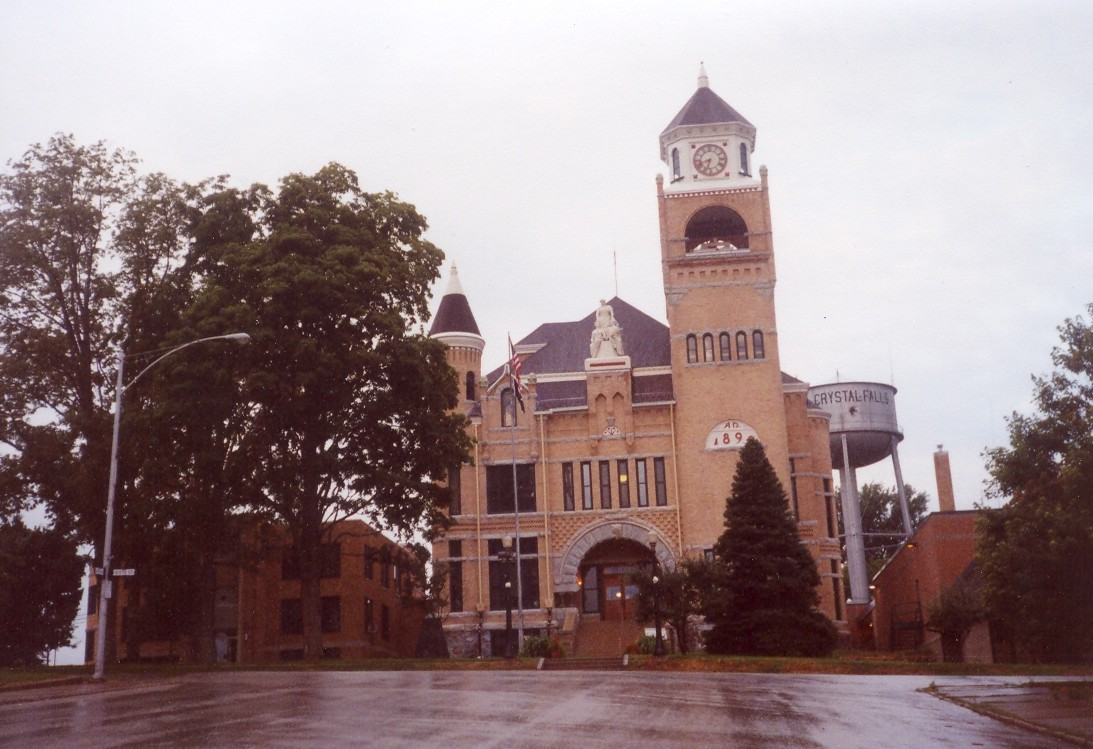